# Cyclocross-Weltmeisterschaften 1998
Die Cyclocross-Weltmeisterschaften 1998 fanden am 31. Januar und 1. Februar im dänischen Middelfart statt. Schauplatz war der westlichste Punkt Fünens rund um das Gals Klint im Naturpark Hindsgavl Dyrehave, dabei wurde auch der Strand unmittelbar am Kleinen Belt befahren.

## Ergebnisse

### Elite
| Platz | Land     | Sportler        |
| ----- | -------- | --------------- |
| 1     | Belgien  | Mario De Clercq |
| 2     | Belgien  | Erwin Vervecken |
| 3     | Danemark | Henrik Djernis  |

### Junioren
| Platz | Land    | Sportler            |
| ----- | ------- | ------------------- |
| 1     | Schweiz | Michael Baumgartner |
| 2     | Italien | Stefano Toffoletti  |
| 3     | Belgien | Davy Commeyne       |

### U 23
| Platz | Land       | Sportler     |
| ----- | ---------- | ------------ |
| 1     | Belgien    | Sven Nys     |
| 2     | Belgien    | Bart Wellens |
| 3     | Tschechien | Petr Dlask   |